# ايروم تشانو شارميلا
ايروم تشانو شارميلا (14 مارس 1972) (بالإنجليزية: Irom Chanu Sharmila) تسمى أيضا بالهند الانسة الحديدية (بالهندية: Mengoubi) ناشطة في حقوق الإنسان المدنية وناشطة سياسية من مدينة مانيبور
في 2 نوفمبر 2000 بدات اضراب عن الطعام الذي انتهى في 9 أغسطس 2016 بعد 16 سنة من الصيام.
عام 2014 مساعدان لها أسنداها للانتخابات العامة لكنها سقطت كانت قد حرمت من حق التصويت كشخص محصورة في السجن لا يحق لهم التصويت وفقا للقانون. في 19 أغسطس 2014 أمرت المحكمة بالإفراج عنها من السجن، شريطة أن تكون هناك أسباب أخرى للاحتجاز.

## حياتها
عاشت شارميلا في مانيبور أحد الولايات السبع الاخوات، في شمال شرق الهند.

## الصيام وردود الأفعال عليه
وكان مطلبها الأساسي للحكومة الهندية قبل الصيام أو (العصيان من خلال الصيام) على إلغاء قانون القوات المسلحة (السلطات الخاصة) (AFSPA). بدأت بسرعة لها في Malom يوم 5 نوفمبر، وتعهد بعدم تناول الطعام، والشراب، وتمشيط شعرها أو ننظر في المرآة حتى ألغي AFSPA.
بعد ثلاث أيام من الاضراب تم اعتقالها من الشرطة

### نهاية الصيام
في 26 يوليو 2016 انهت اضرابها الذي بداته من 16 عام، وتم الإعلان عنه في 9 أغسطس 2016 كما اعلنت انها ستخوض الانتخابات في مانيبور. وقالت: إني أجسد الثورة الحقيقة. وأريد أن أصبح رئيسة وزراء ولاية مانيبور. أهم الأمور سيكون رفع هذا القانون الشديد القسوة"

## الاهتمام الدولي
شارميلات نالت جائزة غوانجو لحقوق الإنسان عام 2007، وايضا جائزة لينين راغوفانشي للاشخاص من المجتمعات القروية لحقوق الإنسان
عام 2009، منحت جائزة مايي لامي الأولى من مؤسسة Mayilamma "لتحقيق لها النضال بلا عنف في مانيبور.

## كتب
- Fragrance of Peace (2010)

## روابط خارجية
- Analysis of Sharmila's poetry
- Save Sharmila Solidarity Campaign
- Amnesty International USA's campaign page